# Себастіан Телфер
Себастіан Телфер (англ. Sebastian Telfair; 9 червня 1985) — американський професійний баскетболіст. Виступав за декілька клубів НБА на позиції захисника.

## Кар'єра у НБА
Телфер був обраний на драфті 2004 під 13 загальним номером клубом «Портленд Трейл-Блейзерс». Виступаючи за цей клуб, Телфер носив на майці 31 номер — під цим номером він виступав за шкільну команду, номер був посиланням на номер вулиці, на якій він виріс. Телфер провів за цей клуб два сезони, він виходив на майданчик у більшості ігор, але не був основним гравцем команди на цій позиції.
28 червня 2006 Телфер перейшов у «Бостон Селтікс». У цьому клубі він змінив номер на 30, оскільки традиційний 31 вже був довічно закріплений за одним із минулих гравців «Селтікс».
31 липня 2007 Телфер перейшов у «Міннесоту Тімбервулвз». У цьому клубі він обрав номер 3, оскільки 31 вже був зайнятий. У сезоні 2007-08 Телфер виходив у стартовій п'ятірці 51 раз і набирав у середньому 9.3 очок та 5.9 результативних передач за гру. У наступному сезоні він продемонстрував ще вищу результативність — 9.8 очок у середньому за гру.
20 липня 2009 Телфер перейшов у «Лос-Анджелес Кліпперс». У складі цього клубу Себастіан лише одного разу виходив на майданчик у стартовому складі.
17 лютого 2010 Телфер став гравцем «Клівленд Кавальєрз». За нову команду Себастіан виступав лише у чотирьох іграх, усі чотири він розпочинав на лаві запасних.
27 липня 2010 Телфер повернувся у «Тімбервулвз».
У грудні 2011 Телфер підписав контракт із «Санз».

### Статистика кар'єри в НБА

#### Регулярний сезон
| Сезон   | Команда                 | GP  | GS  | MPG  | FG%  | 3P%  | FT%  | RPG | APG | SPG | BPG | PPG |
| ------- | ----------------------- | --- | --- | ---- | ---- | ---- | ---- | --- | --- | --- | --- | --- |
| 2004–05 | Портленд Трейл-Блейзерс | 68  | 26  | 19.6 | .393 | .246 | .789 | 1.5 | 3.3 | .5  | .1  | 6.8 |
| 2005–06 | Портленд Трейл-Блейзерс | 68  | 30  | 24.1 | .394 | .352 | .743 | 1.8 | 3.6 | 1.0 | .1  | 9.5 |
| 2006–07 | Бостон Селтікс          | 78  | 30  | 20.2 | .371 | .289 | .818 | 1.4 | 2.8 | .6  | .1  | 6.1 |
| 2007–08 | Міннесота Тімбервулвз   | 60  | 51  | 32.2 | .401 | .281 | .743 | 2.3 | 5.9 | 1.0 | .2  | 9.3 |
| 2008–09 | Міннесота Тімбервулвз   | 75  | 43  | 27.9 | .383 | .346 | .819 | 1.7 | 4.6 | 1.0 | .2  | 9.8 |
| 2009–10 | Лос-Анджелес Кліпперс   | 39  | 1   | 14.9 | .404 | .234 | .774 | 1.1 | 2.9 | .6  | .1  | 4.3 |
| 2009–10 | Клівленд Кавальєрс      | 4   | 0   | 19.3 | .457 | .222 | .833 | 1.0 | 3.0 | .5  | .0  | 9.8 |
| 2010–11 | Міннесота Тімбервулвз   | 37  | 8   | 19.2 | .402 | .359 | .733 | 1.5 | 3.0 | .7  | .1  | 7.2 |
| 2011–12 | Фінікс Санз             | 60  | 1   | 14.9 | .412 | .314 | .791 | 1.5 | 2.3 | .7  | .2  | 6.1 |
| 2012–13 | Фінікс Санз             | 46  | 2   | 17.3 | .381 | .381 | .772 | 1.5 | 2.5 | .6  | .2  | 6.0 |
| 2012–13 | Торонто Репторз         | 13  | 0   | 14.2 | .290 | .270 | .833 | 1.2 | 3.0 | .7  | .1  | 4.3 |
| 2014–15 | Оклахома-Сіті Тандер    | 16  | 1   | 20.4 | .368 | .300 | .706 | 1.9 | 2.8 | .6  | .0  | 8.4 |
| Кар'єра |                         | 564 | 193 | 21.5 | .390 | .319 | .777 | 1.6 | 3.5 | .7  | .1  | 7.4 |